# شگشد
شگشد (به مجاری:  Segesd) یک منطقهٔ مسکونی در مجارستان است که در ناحیه نادی‌آتاد واقع شده‌است. شگشد ۷۳٫۰۹ کیلومتر مربع مساحت و ۲٬۴۲۶ نفر جمعیت دارد.